# ЯТБ-4
ЯТБ-4 — радянський високопідлоговий тролейбус для внутрішньоміських пасажирських перевезень Ярославського автомобільного заводу. Абревіатура «ЯТБ» означає «ярославський тролейбус» четверта модель.

## Історія створення і опис моделі
Виробництво тролейбусів ЯТБ-4 почалося в кінці 1938 року. В цієї моделі було змінена схема електроустаткування, встановлений новий двигун ДК-201Б, потужність якого досягала 100 к/с, полегшений кузов, введений новий редуктор і новий компресор.
Зовні тролейбус відрізнявся від ЯТБ-2 лише відсутністю ящика з пусковими реостатами на даху — вони стали розташовуватися під підлогою кабіни водія для кращого захисту від атмосферних опадів.
Перекриття над заднім мостом також замінили на металеве. Внесли зміни в будову бортів, даху, в зовнішнє і внутрішнє оформлення і обробку салону, кабіни, в шасі і електроустаткування. Маса машини була понижена до 7640 кг, а кількість місць збільшилася до 55.(у пасажирській модифікації)
Модифікації: ЯТБ −4А
1939 року було випущено два експериментальних тролейбуси ЯТБ-4А, ходова частина і електроустаткування яких було аналогічним моделі ЯТБ-4. Основні зміни були щодо кузова. Дерев'яні поперечні балки кузова було замінено металічними смугами з дерев'яними вставками, і таким чином було збільшено жорсткість і міцність каркаса. Перекриття над заднім мостом також замінили на металеве. Було внесено зміни в конструкцію бортів, даху, зовнішнє та внутрішнє облицювання і оформлення салону, кабіни, в шасі частково в електрообладнання. Маса машини було понижено до 7640 кг, а кількість місць збільшилась до 55.
Ззовні нова модель значно більше відрізнялася від ЯТБ-4 і від ЯТБ-2. Так, була змінена форма маршрутних вікон, з'явилися габаритні вогні змінилася також і форма лобового скла. Незручні зовнішні двері в кабіну водія прибрали, замінивши її входом в кабіну з салону.
Змінилася конструкція і дизайн пасажирських сидінь салону.
Хоча два дослідні зразки ЯТБ-4А були побудовані в 1939 році, їх серійне виробництво почалося лише на початку 1941 року. Проте, з середини 1941 року Ярославський завод припинив виробництво тролейбусів. У роки війни завод перейшов на випуск озброєння, боєприпасів і артилерійських тягачів. 1946 року виробництво тролейбусів в Радянському Союзі поновилося, але вже на Тушинському авіазаводі в Москві, де на основі тролейбуса ЯТБ-5 і креслень для не побудованого ЯТБ-6 створили перший радянський суцільнометалевий тролейбус — МТБ-82. Ярославський же завод перейшов на випуск 5-7 тонних вантажівок Я-200.

## Технічна характеристика тролейбусів ЯТБ-4
Габаритні розміри
- Довжина, мм: 9300
- Ширина, мм: 2500
- База, мм: 5200
- Ширина колії передніх коліс, мм: 1770
- Ширина колії задніх коліс, мм: 1870
- Висота підлоги від рівня дороги, мм: 660
- Ширина дверного отвору, мм: 730

Маса і наповнюваність тролейбуса:
- Загальна вага, кг: 8070

Кількість місць:
- загальне 48
- для сидіння 35

Тип двигуна: ДК-201Б
Потужність двигуна, кВт (к.с.): 74(100)
Номінальна напруга, В: 550
швидкісні характеристики:
- Максимальна швидкість, км/год: 57,5
- Прискорення при розгоні, м/с²: 3,6
- Уповільнення при електродинамічному гальмуванні, м/с²: 3,6
- Колісна формула: 4х2
- Розмір шин: 10,50-20